# Кароліна Августа Баварська
Кароліна Августа Баварська (нім. Karoline Auguste von Bayern), (8 лютого 1792—9 лютого 1873) — баварська принцеса та благодійниця, донька короля Баварії Максиміліана I та Августи Вільгельміни Гессен-Дармштадтської, дружина спадкоємця вюртенберзького престолу Вільгельма, а згодом — австрійського імператора Франца II.

## Життєпис

### Походження
Кароліна Шарлотта Авґуста Баварська народилась 8 лютого 1792 року в Мангаймі третьою донькою та четвертою дитиною в родині німецького принца Максиміліана Цвайбрюкенського та його першою дружини Августи Вільгельміни Гессен-Дармштадтської. В родині вже ріс син Людвіг та  дочка — Августа Амалія. Через три роки у дівчинки з'явився ще й молодший брат — Карл Теодор. Того ж року Максиміліан успадкував від старшого брата герцогство Цвайбрюкен. Мати померла у березні 1796 року через слабкість легенів. Батько через рік одружився вдруге з Кароліною Баденською. Разом у них народилося восьмеро дітей. 1799 року він отримав у спадок курфюрство Баварія, яке у 1806 році перетворив на королівство.

### Перший шлюб
Принцеса Шарлотта отримала добре католицьке виховання. Щоб не родичатися із Наполеоном Бонапартом, 8 червня 1808 року її взяв за дружину вюртемберзький принц Вільгельм. Церемонія відбулася в 

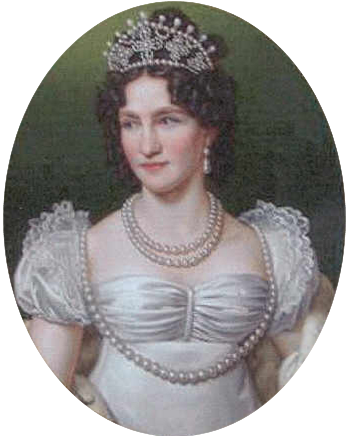
Кароліна Августа бл. 1816 року

Зеленій галереї королівського палацу в Мюнхені згідно з католицьким та протестантським обрядами. Нареченому тоді було 26 років, нареченій — 16. Після весілля Вільгельм сказав дружині: «Ми є жертвами політики». Проживали вони окремо і фізично шлюб ніколи не був консумований. Бачилося подружжя лише за обідом, де велися лише найнеобхідніші розмови. Вела тривалі розмови із своїм духовником Себастьяном Францем. Часто писала листи своєму улюбленому брату Людвигу. У вільний час Шарлотта вивчала італійську та англійську мови, ходила на прогулянки та багато читала. Її улюбленим письменником був Ґете.
Після повалення режиму Наполеона, 31 серпня 1814 шлюб Вільгельма і Шарлотти був проголошений протестантською консисторією недійсним. Принцеса отримала щедру фінансову компенсацію і переїхала до тітки, що жила у Нойбурзі на Дунаї. Щоб колишнє подружжя вважалося цілком вільним і кожен міг вступити у новий шлюб, потрібне було розлучення і від католицької церкви. Папа Пій VII затвердив розлучення 12 січня 1816 року.

### Другий шлюб
10 листопада 1816 року вона одружилася вдруге. Її обранцем став удовий австрійський імператор Франц II, що раніше носив титул імператора Священної Римської імперії. Він був вдвічі старший за дружину і мав семеро дітей від свого другого шлюбу. Із ними нова імператриця швидко потоваришувала.

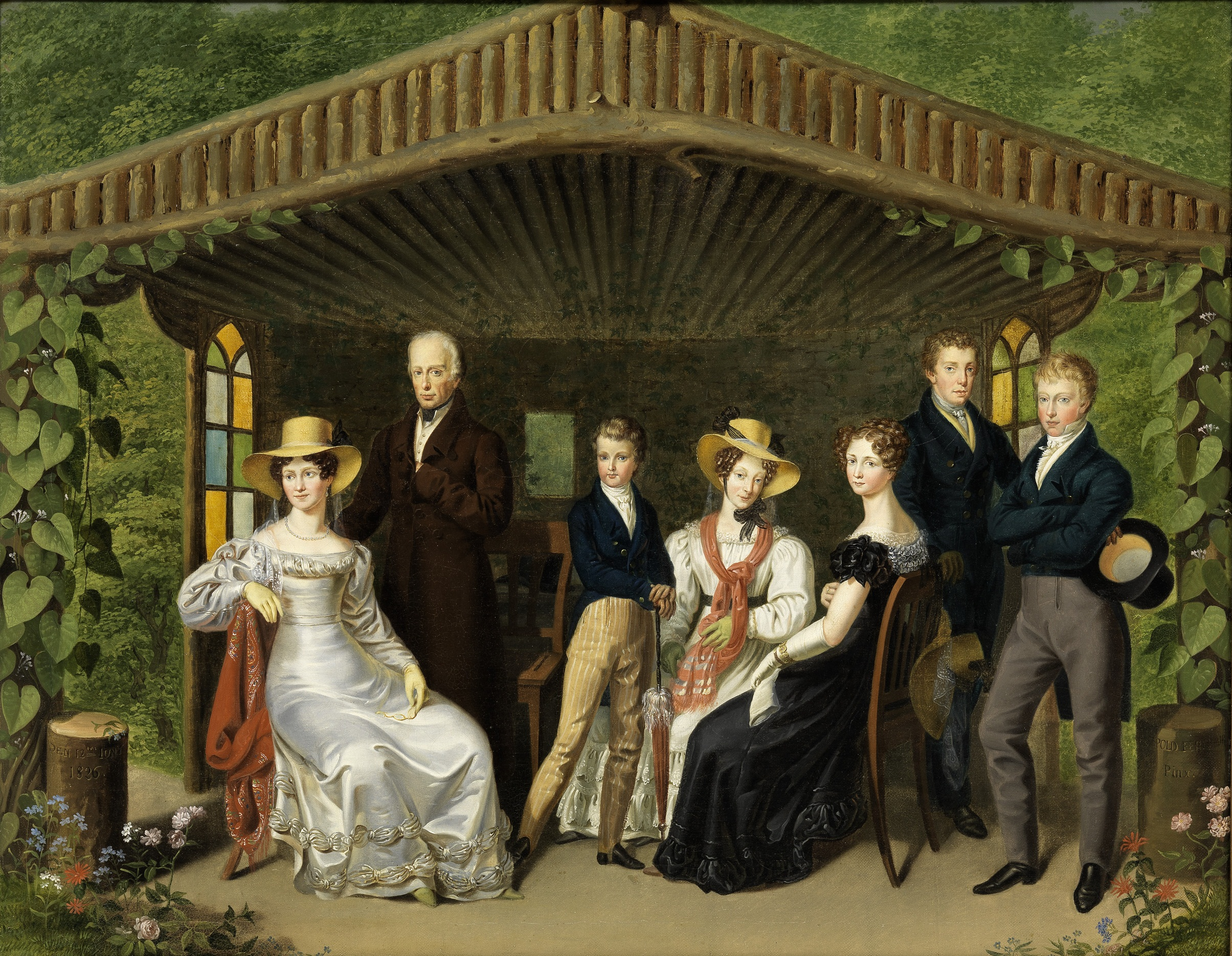
Імператорська родина 1826. (Кароліна та Франц зліва)

 Після весілля принцеса змінила порядок імен і попросила всіх називати її Кароліна Авґуста, на відміну від вюртемберзьких часів. Великими урочистостями початок шлюбу не відрізнявся через всім відому бережливість імператора.
Спільних дітей у Франца та Кароліни не було. В політиці нова дружина імператора ніякої ролі не грала. Свою діяльність вона присвятила благочинності. Її зусиллями будувалися притулки для дітей, лікарні, житло для робітників.
Із Францем Кароліна Авґуста прожила близько 20 років. Він помер 2 березня 1835 року у Відні. Кароліна Авґуста жила після цього в Зальцбурзі. Від 1850 року опікувалася міським музеєм, який став називатися Salzburger Museum Carolino Augusteum. 23 червня 1859 року Кароліна була присутня на відкритті моста в Зальцбурзі, який назвали на її честь.
Принцеса пішла з життя 9 лютого 1873 року. Похована поруч із Францем та його першою дружиною в Імператорському склепі Капуцинеркірхе у Відні.

## Вшанування пам'яті
- На честь Кароліни Авґусти в наш час названа Karolinen-Gymnasium в Розенхаймі.
- У Штутгарті є вулиця Шарлоттенштрассе та площа Шарлоттенплац.